# Auferstehungskirche (Drewer)

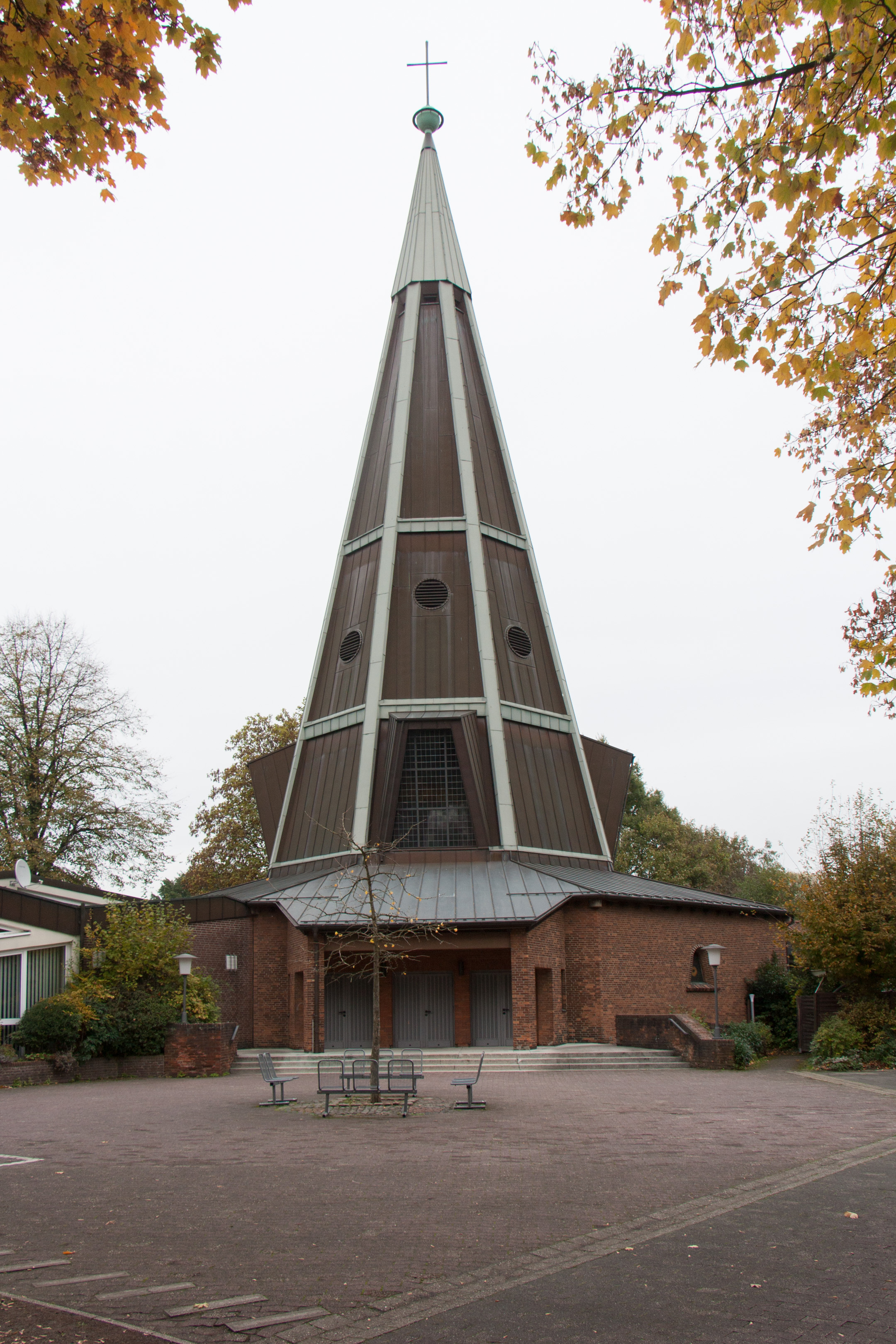
Auferstehungskirche Drewer

Die evangelische Auferstehungskirche steht in Drewer, einem Stadtteil der großen kreisangehörigen Stadt Marl im Kreis Recklinghausen von Nordrhein-Westfalen. Sie ist eine von derzeit noch drei Kirchen der Evangelischen Stadt-Kirchengemeinde Marl im Kirchenkreis Recklinghausen der Evangelischen Kirche von Westfalen.

## Beschreibung
Der oktogonale Zentralbau wurde 1959–61 nach einem Entwurf von Denis Boniver erbaut. Aufgrund ihrer Form wird sie auch als Zeltkirche bezeichnet. In der Mitte des aus Backsteinen gebauten Kirchenschiffs erhebt sich ein achtseitiges Zeltdach aus drei Geschossen, dessen Skelett aus Stahlbeton verkleidet ist. Das untere Geschoss ist Bestandteil des Kirchenschiffs. An der Ostwand des Innenraums steht der Altar, flankiert von der Kanzel und der Orgel. Die Glasmalereien stammen von Helmut Heinken.